# Альварес Кордова, Энрике
Энрике Альварес Кордова (исп. Enrique Álvarez Córdova, 4 марта 1930 — 27 ноября 1980) — сальвадорский политический деятель и революционер, министр сельского хозяйства, стремившийся провести аграрную реформу, руководитель Революционно-демократического фронта. Похищен и убит ультраправыми боевиками «эскадрона смерти».